# دوينا إيغنات
دوينا إيغنات (Doina Ignat) هي لاعبة أولمبية لرياضة تجديف من رومانيا. شاركت في الأولمبياد الصيفي في 1992–2008، وفازت بما مجموعه 6 ميداليات.

## الميداليات
| ذهب | فضة | برونز | المجموع |
| 4   | 1   | 1     | 6       |

## روابط خارجية
- دوينا إيغنات على موقع الاتحاد الدولي للتجديف (الإنجليزية)
- دوينا إيغنات على موقع اللجنة الأولمبية الدولية (الإنجليزية)
- دوينا إيغنات على موقع أوليمبيديا (الإنجليزية)
- دوينا إيغنات على موقع اللجنة الأولمبية الرومانية (الرومانية)